# Serbische Eishockeyliga 2009/10
Die Saison 2009/10 der Serbischen Eishockeyliga (serbisch Prvenstvo Srbije u hokeju na ledu Првенство Србије у ҳоқејү на леду, wörtlich übersetzt: Serbische Eishockeymeisterschaft) war die vierte Spielzeit der höchsten Eishockey-Spielklasse Serbiens. Meister wurde am grünen Tisch der HK Partizan Belgrad.

## Teilnehmer
In der Spielzeit nahmen folgende Mannschaften an der Meisterschaft teil:
- KHK Roter Stern Belgrad
- HK Vojvodina Novi Sad
- HK Spartak Subotica

## Hauptrunde
| Pl. |                         | Sp | S | OTS | OTN | N | Tore  | Punkte |
| 1.  | HK Vojvodina Novi Sad   | 8  | 8 | 0   | 0   | 0 | 37:12 | 24     |
| 2.  | HK Spartak Subotica     | 8  | 2 | 1   | 1   | 4 | 18:30 | 9      |
| 3.  | KHK Roter Stern Belgrad | 8  | 0 | 1   | 1   | 6 | 13:26 | 3      |

## Play-offs

### Halbfinale
- KHK Roter Stern Belgrad – HK Spartak Subotica 3:4 n. P./0:5 Wertung

### Finale
- HK Spartak Subotica – HK Vojvodina Novi Sad 4:5 n. V./6:5 n. V./4:3 n. P.

### Superfinale
- HK Partizan Belgrad – HK Spartak Subotica 5:0 Wertung/5:0 Wertung

Anmerkung: Der HK Partizan Belgrad sollte als Teilnehmer der Slohokej Liga in einem Superfinale um den Gewinn des serbischen Meistertitels auf die beste Mannschaft der serbischen Eishockeyliga treffen. Der HK Spartak Subotica weigerte sich jedoch gegen den HK Partizan Belgrad anzutreten, da dieser nicht an der Hauptrunde der serbischen Eishockeyliga teilgenommen hatte. Anschließend wurde der HK Partizan Belgrad vom serbischen Verband am grünen Tisch zum Meister ernannt.